# Hirst
Hirst – osada w Anglii, w Northumberland, w dystrykcie (unitary authority) Northumberland, w civil parish Ashington. Leży 28,4 km od miasta Alnwick, 22,8 km od miasta Newcastle upon Tyne i 419,3 km od Londynu. W 1911 roku civil parish liczyła 16 428 mieszkańców.